# The Prison (Michael Nesmith)
| Recensione | Giudizio |
| ---------- | -------- |
| AllMusic   | [ 1 ]    |

The Prison (sottotitolo: A Book with a Soundtrack) è un concept album di Michael Nesmith, pubblicato dall'etichetta discografica Pacific Arts nel 1974.

## Tracce

### LP
Lato A
Testi e musiche di Michael Nesmith.
1. Opening Theme (Life, the Unsuspecting Captive) – 3:31
2. Dance Between the Raindrops – 6:47
3. Elusive Ragings – 5:11
4. Waking Mystery – 7:36

Lato B
Testi e musiche di Michael Nesmith.
1. Hear Me Calling? – 4:51
2. Marie's Theme – 11:51
3. Closing Theme (Lampost) – 9:23

## Musicisti
- Michael Nesmith – voce, chitarre
- "Red" Rhodes – chitarra steel
- David Kempton – sintetizzatore Arp Odyssey
- Michael Cohen – tastiere
- "Roland Rhythm 77" – batteria
- "Chura" – congas
- Don Whaley – coro (brano: Dance Between the Raindrops)
- The Aanami Choir – cori (brano: Marie's Theme)

Note aggiuntive
- Michael Nesmith – produttore
- Registrazioni effettuate il 15-20 settembre 1974 a Los Angeles, California (Stati Uniti)
- Jim McCormick e Terry Dunavan – ingegneri delle registrazioni
- Richard Sontag – master e.q.
- Pierette Harter – traduzione dal francese (in inglese)
- Kindergarten Class di La Mesa School, Monterey, California – disegni interno copertina album
- Craig Bowen e Coldy Whitman – art direction copertina album
- Whitman/Bowen & Associates – grafica copertina album
- Jeff Walker – note retrocopertina album originale[2]